# Salle de la Meilleraie
Der Salle de la Meilleraie ist eine Mehrzweckhalle in der französischen Stadt Cholet, Département Maine-et-Loire. Sie ist Bestandteil des Messegeländes Parc des Expositions Meilleraie. Die Basketballmannschaft der Cholet Basket trägt ihre Heimspiele in der 1987 eröffneten Halle aus. Zu Basketballspielen bietet die Halle 5191 Plätze. Die Arena trägt die Spitznamen La Meilleraie und Le Hangar.

## Geschichte
Seit der Eröffnung trägt Cholet Basket seine Spiele dort aus. Für 200.000 € erneuerte man 2009 den Parkettboden, zwei Videoanzeigetafeln wurden installiert und elektronische Werbebanden aufgestellt sowie die Zeitmessanlage erneuert. Im darauffolgenden Jahr wurde mit finanzieller Hilfe der Stadt von 275.000 € die Halle für die EuroLeague nachgerüstet. Dafür hatte sich Cholet Basket mit der französischen Meisterschaft 2010 qualifiziert.
Der Salle de la Meilleraie ist mit seinen Einrichtungen und seiner Größe nicht mehr zeitgemäß. 2005 wurde den Plänen für einen Neubau eine Absage erteilt. Es wurde von der Stadt die Rentabilität des Baus bezweifelt. Der Gewinn der französischen Meisterschaft 2010 brachte das Projekt wieder ins Rollen. Es wurde der Bau einer neuen Halle geplant. Hauptsächlich wäre sie von den Cholet Basket genutzt werden; sie sollte aber auch für Konzerte oder sonstige Veranstaltungen nutzbar sein. Je nach Konfiguration sollte die Halle für 5000 bis 8000 Besucher ausgelegt sein. Man rechnete mit Kosten von 12 bis 15 Millionen €. Die Fertigstellung war für 2015 vorgesehen. Es wurde noch nach einem Standort für die neuen Halle gesucht.
Am 31. März 2023 fand in der Halle eine Pressekonferenz mit Gilles Bourdouleix (Bürgermeister von Cholet und Präsident der Agglomération du Choletais) und Jérôme Mérignac (Präsident von Cholet Basket) statt. Bourdouleix gab an, dass der Bau einer großen Mehrzweckhalle verworfen wurde. Stattdessen soll eine Basketballhalle für Cholet Basket mit 6000 Plätzen errichtet werden. Sie soll auf dem Parkplatz des Messegeländes entstehen. Daneben ist auch eine Photovoltaikanlage geplant. Die Baukosten für das Projekt sind auf 59,316 Mio. € angesetzt. Der Bau soll 2028 fertig sein.